# 模擬市民3：玩美寵物
《模擬市民3：玩美寵物》是電子遊戲《模擬市民3》推出的第五部資料片，由美商藝電發行。在電腦平台方面，Windows版於2011年10月18日發行到北美地區，並於10月20日發行到餘下地區。在電視遊樂器平台方面，PlayStation 3版及Xbox 360版於2011年10月18日發行；任天堂3DS版於2011年10月31日發行。

## 遊戲特色

### 寵物
模擬市民能飼養狗、貓和马作為寵物，並訓練自己的寵物來賺錢。市民能以責罵方式阻止寵物進行某些行為，或是以稱讚方式鼓勵和訓練他們的寵物。
以下是本資料片所新增的寵物，當中貓、狗和马一旦被市民領養後便會計入玩家的家庭人數中，每戶家庭最多只可飼養6隻寵物。
- 狗
- 貓
- 马
- 鼠
- 魚
- 鳥

市民可以透過以下的方式領養寵物：
- 撥電話到領養中心
- 在寵物創造模式（Create-A-Pet）自創貓狗马
- 收養流浪貓狗和认领野马
- 送贈或交易寵物
- 到寵物店購買
- 在購買模式下直接購買天竺鼠籠、鳥籠或魚缸

## 外部連結
- 《模擬市民3：玩美寵物》官方網站 （英文）
- The Sims Wiki上的相关条目：《模擬市民3：玩美寵物》（英文）